# Repertorium Florae Ligusticae
Repertorium Florae Ligusticae (abreviado Repert. Fl. Ligust.) es un libro con ilustraciones y descripciones botánicas que fue escrito por el botánico, pteridólogo, briólogo, micólogo, y algólogo italiano Giuseppe De Notaris y publicado en el año 1844.